# Antonio Cipriani
Antonio Cipriani (Tivoli, 18 dicembre 1957) è un giornalista e scrittore italiano.

## Biografia
Ha lavorato a l'Unità come giornalista investigativo e inviato speciale di cronaca nera e giudiziaria, occupandosi soprattutto di mafia. A l'Unità è stato anche caposervizio e caporedattore. Ha collaborato con la BBC e con The Observer nella realizzazione di un documentario-inchiesta su Stay Behind in Europa. Ha diretto L'Ora di Palermo, avvalendosi dell'apporto grafico di Piergiorgio Maoloni.
La collaborazione con Maoloni è continuata con Latinoamerica (2000, con Gianni Minà) e ne Il Giornale di Sardegna (2004). Con la grafica di Sergio Juan per lo studio Cases i associats di Barcellona ha realizzato il progetto E Polis, che riunisce quindici quotidiani locali in tutt'Italia e a cui hanno collaborato Valentino Parlato e Maurizio Mannoni
All'inizio del 2008 ha lasciato E Polis per fondare, insieme con Gianni Cipriani, DNews, avvalendosi ancora della grafica di Sergio Juan. Tra le firme della testata figurano oltre ai fratelli Cipriani, Mario Morcellini, Vauro, Mauro Mazza, Corrado Formigli e Antonio Sofi. Nel 2011 ha realizzato l'architettura di sistema e dei contenuti di The Globalist Syndication, un sito dedicato all'informazione qualificata fondato con Gianni Cipriani che lo dirige, che raccoglie al suo interno giornalisti di spicco come Ennio Remondino, Vauro, Giuliana Sgrena e progetti editoriali come Nena News e Giulia. Sempre del 2011 è il primo libro in condivisione: Volti Parole.
Vive a San Quirico d’Orcia, in provincia di Siena; ha fondato con la moglie Valentina Montisci la prima Vineria Letteraria dal nome Vald’O art book wine, un avamposto culturale sulla via Francigena. Lavora alla costruzione di progetti di democrazia dell'informazione e si occupa del progetto Lab - giornalismo della condivisione e informazione ad altezza uomo - e della progettazione di modelli di informazione innovativi. Dal maggio 2012 al dicembre 2016 ha svolto il ruolo di art director con Globalist Syndication. Collabora attivamente con Isola Art Center e con Isola Pepe Verde, giardino condiviso del quartiere. Dall'ottobre 2014 fa parte del Collettivo Emergenze è tra i fondatori del giornale Emergenze e del progetto-bookshop Edicola518.

## Opere
- Mafia, Il riciclaggio del denaro sporco 1989 ISBN 9788871242163
- (con Gianni Cipriani), Sovranità limitata 1991[4]
- Specchietto per allodole 1994 ISBN 9788886294027
- (con Gianni Cipriani), La nuova guerra mondiale 2005[5]
- (con Gianni Cipriani), Omissis 2007 ISBN 9788806184032
- (con autori vari), Volti Parole 2011[6]